# Billy Drago
Billy Drago, pseudonimo di William Eugene Burrows (Hugoton, 18 settembre 1946 – Los Angeles, 24 giugno 2019), è stato un attore e conduttore radiofonico statunitense.
Decise di utilizzare lo pseudonimo di Billy Drago per evitare confusione con lo scrittore William S. Burroughs, autore del romanzo Pasto nudo.

## Biografia
Drago iniziò la sua carriera di attore alla fine degli anni settanta, lavorando in film per la televisione come No Other Love, e in film come Windwalker (1979) e Alla maniera di Cutter (1979) di Ivan Passer. Successivamente ottenne ruoli in numerose serie TV tra le quali Hill Street giorno e notte, Moonlighting e Trapper John. Drago è forse maggiormente conosciuto per il ruolo di Frank Nitti, braccio destro di Al Capone, nel film The Untouchables - Gli intoccabili (1987) di Brian De Palma, dove lavorò accanto a Kevin Costner, Sean Connery e Robert De Niro. Da quel momento continuò ad apparire in numerosi ruoli in film e serie televisive come Le avventure di Brisco County Jr., Streghe e X-Files.
Interpretò altri ruoli in Il cavaliere pallido (1985), Colombia Connection - Il massacro (1990), nel ruolo del trafficante di droga Ramon Cota, e Tremors 4 - Agli inizi della leggenda (2004). Apparve nel film/video di Michael Jackson You Rock My World (2001). Inoltre Drago impersonò un misterioso straniero che dà ad un ragazzo una chiave speciale nel video musicale di Mike + The Mechanics da Silent Running (On Dangerous Ground) nel 1985. Tra gli altri ruoli cinematografici di Drago, da ricordare quelli nei film Mysterious Skin (2004) di Gregg Araki, il remake dell'horror Le colline hanno gli occhi (2006), ed un ruolo da protagonista nell'episodio Imprint (mandato in onda in Italia con il titolo Sulle tracce del terrore) della serie Masters of Horror di Takashi Miike, che Showtime giudicò avere "contenuti disturbanti". L'episodio venne poi messo in commercio su DVD.

### Vita privata
Padre dell'attore Darren E. Burrows, Drago fu sposato con l'attrice Silvana Gallardo, dal 1980 fino alla morte di lei, avvenuta nel 2012.

### Morte
Billy Drago muore a Los Angeles il 24 giugno 2019, a causa di un ictus.

## Filmografia

### Cinema
- Windwalker, regia di Kieth Merrill (1979)
- Alla maniera di Cutter (Cutter's Way), regia di Ivan Patter (1979)
- Il cavaliere pallido (Pale Rider), regia di Clint Eastwood (1985)
- Invasion U.S.A., regia di Joseph Zito (1985)
- Vamp, regia di Richard Wenk (1986)
- The Untouchables - Gli intoccabili (The Untouchables), regia di Brian De Palma (1987)
- Un eroe per il terrore (Hero and the Terror), regia di William Tannen (1988)
- True Blood, regia di Frank Kerr (1989)
- Colombia Connection - Il massacro (Delta Force 2: The Colombian Connection), regia di Aaron Norris (1990)
- Sete di giustizia (Diplomatic Immunity), regia di Peter Maris (1991)
- Codice marziale 2 (Martial Law 2), regia di Kurt Anderson (1992)
- Lady Dragon 2 - L'angelo della vendetta (Lady Dragon 2), regia di David Worth (1993)
- Cyborg 2, regia di Michael Schroeder (1993)
- Lunarcop, regia di Boaz Davidson (1995)
- Dollari sporchi di sangue (Blood Money), regia di John Sheppard (1996)
- Il tempo dei cani pazzi (Mad Dog Time), regia di Larry Bishop (1996)
- Mirror Mirror 4: Reflections, regia di Paulette Victor-Lifton (2000)
- Tremors 4 - Agli inizi della leggenda (Tremors 4: The Legend Begins), regia di Steven Seth Wilson (2004)
- Mysterious Skin, regia di Gregg Araki (2004)
- Le colline hanno gli occhi (The Hills Have Eyes), regia di Alexandre Aja (2006)
- Seven Mummies, regia di Nick Quested (2006)
- Children of the Corn: Genesis, regia di Joel Soisson (2011)
- Low Down, regia di Jeff Preiss (2014)

### Televisione
- No Other Love – film tv (1979)
- Una storia del West (The Chisholms) – serie TV, episodi 1x03-1x04 (1979)
- Automan – serie TV, episodio 1x08 (1984)
- Trapper John (Trapper John, M.D.) – serie TV, episodio 7x04 (1985)
- Moonlighting – serie TV, episodio 2x05 (1985)
- Hill Street giorno e notte (Hill Street Blues) – serie TV, episodio 6x14 (1986)
- Venerdì 13 (Friday the 13th: The Series) – serie TV, episodio 2x08 (1988)
- Le avventure di Brisco County Jr. – serie TV, 6 episodi (1993-1994)
- Walker Texas Ranger – serie TV, episodio 4x06 (1995)
- Assalto all'isola del Diavolo (Assault on Devil's Island), regia di Jon Cassar – film TV (1997)
- Streghe (Charmed) – serie TV, 7 episodi (1999-2005)
- Nash Bridges – serie TV, episodio 4x21 (1999)
- X-Files (The X-Files) – serie TV, episodio 7x14 (2000)
- Masters of Horror – serie TV, episodio 1x13 (2006)
- Supernatural – serie TV, episodio 3x15 (2008)
- Ghost Town, regia di Todor Chapkanov – film TV (2009)

## Doppiatori italiani
Nelle versioni in italiano delle opere in cui ha recitato, Billy Drago è stato doppiato da:
- Massimo Lodolo in Lady Dragon 2 - L'angelo della vendetta, Dollari sporchi di sangue
- Nino Prester in The Untouchables - Gli intoccabili
- Gianni Bertoncin in Colombia Connection - Il massacro
- Roberto Pedicini in Le avventure di Brisco County Jr.
- Vittorio Amandola in Il tempo dei cani pazzi
- Emilio Cappuccio in Streghe
- Gerolamo Alchieri in X-Files
- Gianluca Tusco in Cyborg 2
- Roberto Draghetti in Le colline hanno gli occhi
- Rodolfo Bianchi in Masters of Horror
- Davide Marzi in 7 Mummies